# Осдорф (Шлезвіг-Гольштейн)
Осдорф (нім. Osdorf) — громада в Німеччині, розташована в землі Шлезвіг-Гольштейн. Входить до складу району Рендсбург-Екернферде. Складова частина об'єднання громад Денішер-Вольд.
Площа — 19,88 км2. Населення становить 2507 ос. (станом на 31 грудня 2020).